# Frederick Erroll, 1. Baron Erroll of Hale

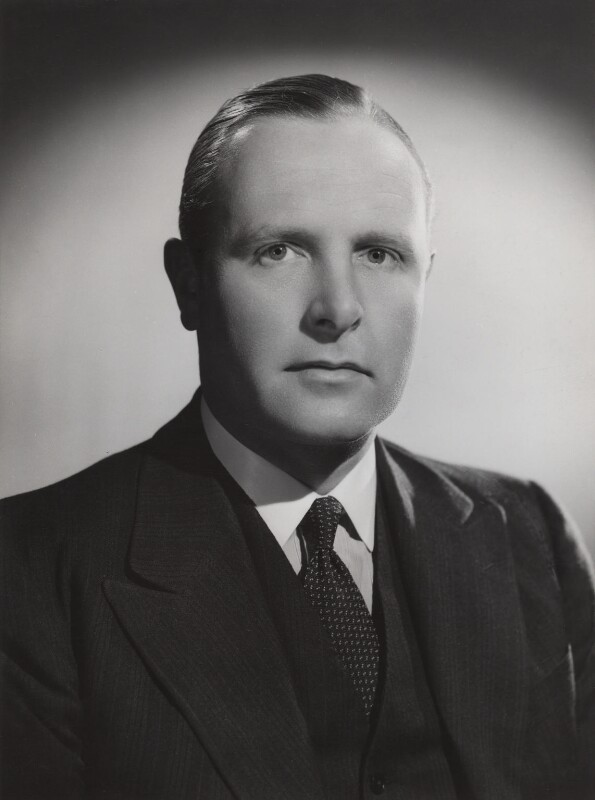
Frederick Erroll, 1945

Frederick James Erroll, 1. Baron Erroll of Hale, PC (* 27. Mai 1914; † 14. September 2000) war ein britischer konservativer Politiker.

## Leben
Erroll besuchte das Internat Oundle School, studierte bis 1938 am Trinity College der Universität Cambridge Ingenieurwissenschaften und arbeitete ab 1936 als Ingenieur. Parallel war er, zunächst als Lance Corporal in die Territorial Army eingetreten und wurde nach Absolvierung einer Offiziersausbildung im Juni 1939 zum Second Lieutenant des Royal Armoured Corps befördert und kurz nach Ausbruch des Zweiten Weltkriegs als technischer Adjutant der 4th County of London Yeomanry (Sharpshooters) einberufen, die Teil der 22nd Armoured Brigade war. 1940 wechselte er zum Ministry of Supply, wurde als technischer Berater bei der Erprobung von Panzerfahrzeugen für das South East Asia Command in Indien eingesetzt und nahm ab 1944 an den amphibischen Landungsoperationen in Burma teil. Am Ende des Krieges hatte er den Rang eines Major, sowie den Ehrenrang eines Lieutenant-Colonel, des Royal Tank Regiment erreicht. Er blieb in diesem Rang bis 1964 Reserveoffizier der Territorial Army.
Bei den Wahlen zum britischen Parlament 1945 wurde er jüngster Abgeordneter des Unterhauses für den Wahlkreis Altrincham and Sale in Greater Manchester. Von 1948 bis 1952 war er der stellvertretende Vorsitzende des Wissenschaftsausschusses des Parlaments und von 1955 bis 1958 parlamentarischer Staatssekretär.
1962 wurde Erroll, der seit 1960 ein Mitglied des Privy Council war, Präsident des Board of Trade und warb in dieser Funktion in der ganzen Welt für die britische Industrie. Nach dem Rücktritt von Harold Macmillan als Premierminister, wurde er von dessen Nachfolger Alec Douglas-Home, gegen den er sich ursprünglich ausgesprochen hatte, als Energieminister ins Kabinett berufen. In seine Zeit als Energieminister fiel ein Streik der Kraftwerksmitarbeiter, gegen den er mit Härte auftrat, und er setzte es durch, dass Privatfirmen Erdgas in britischem Hoheitsgebiet in der Nordsee fördern können.
In den Parlamentswahlen von 1964, bei denen die Konservative Partei ihre Mehrheit im Unterhaus verlor, konnte er seinen Sitz mit einer Mehrheit von 10.037 Stimmen verteidigen, er trat ihn aber auf Anraten seines Arztes nach einer schweren Lungenentzündung nicht an. Er wurde von Douglas-Home in dessen Rücktrittsehrungen zur Erhebung zum erblichen Peer vorgeschlagen und von der Königin am 19. Dezember 1964 zum Baron Erroll of Hale, of Kilmun in the County of Argyll, erhoben. Er wurde dadurch Mitglied des House of Lords. Ab 1966 war dann Vorsitzender der Londoner Handelskammer und von 1969 bis 1973 der Leiter von Canning House, einer Stiftung, die sich um die Beziehungen von Großbritannien zu Lateinamerika bemüht. Als Vorsitzender der Automobile Association, des britischen Automobilclubs, der er von 1974 bis 1986 war, holte er die ersten Frauen in dessen Vorstand.
Er stand dem nach ihm benannten Erroll Committee vor, das 1977 die Absenkung des Alters, in dem Alkohol legal an Personen ausgeschenkt werden darf, auf 17 Jahre und eine Lockerung der Öffnungszeiten von Gaststätten vorschlug.
Nachdem am 11. November 1999 mit dem House of Lords Act 1999 sein erblicher unmittelbarer Anspruch auf einen Sitz im House of Lords abgeschafft wurde, wurde er am 16. November 1999 als Baron Erroll of Kilmun, of Kilmun in Argyll and Bute, zum Life Peer erhoben und behielt dadurch seinen Parlamentssitz.

## Familie
Frederick Erroll war seit 1950 verheiratet, das Ehepaar hatte keine Kinder. Damit ist der erbliche Adelstitel mit dem Tod Frederick Errolls erloschen.